# カルロス・ビガライ
カルロス・マルティン・ビガライ（Carlos Martin Vigaray  ,  1994年7月7日 - ）は、スペイン・マドリード州レガネス出身のプロサッカー選手。セグンダ・ディビシオン・レアル・サラゴサ所属。ポジションはDF。

## 来歴
ヘタフェCFのカンテラ出身。2012-13シーズンにBチームに昇格し、2013年5月31日に2015年までの契約を締結。翌2014年1月16日のコパ・デル・レイのFCバルセロナ戦で、トップチームデビュー。2月16日のレアル・マドリード戦で、ラ・リーガ初出場。12月17日の国王杯のSDエイバル戦で、プロ初ゴールを決めた。
2016年8月12日、デポルティーボ・アラベスと3年契約を締結した。
2019年7月、レアル・サラゴサへ移籍。